# Teoría del nacionalismo de Gellner
La teoría del nacionalismo de Gellner fue desarrollado por Ernest Gellner a través de una serie de publicaciones de principios de los años 60 hasta su muerte en 1995. Gellner analizó el nacionalismo en una serie de obras, comenzando con Pensamiento y Cambio (1964), y más particularmente desarrollado en Naciones y Nacionalismo (1983).

## Características
Según Gellner el nacionalismo es
principalmente un principio político que sostiene que la unidad política y la nacional deben ser congruentes.
Gellner analizó el nacionalismo desde una perspectiva histórica. Vio la historia de la humanidad que culmina en el descubrimiento de la modernidad, siendo el nacionalismo un elemento funcional clave. La modernidad, por los cambios en el sistema político y económico, está ligada a la popularización de la educación, que, a su vez, está ligada a la unificación del lenguaje. Sin embargo, a medida que la modernización se extendió por todo el mundo, lo hizo lentamente, y en numerosos lugares, las élites culturales pudieron resistir la asimilación cultural y defender su propia cultura e idioma con éxito.
Para Gellner, el nacionalismo era una condición sociológica y probable pero no garantizada (señaló excepciones en estados multilingües como Suiza, Bélgica y Canadá) resultado de la modernización, la transición de la sociedad agraria a la industrial. Su teoría se centró en los aspectos políticos y culturales de esa transición. En particular, se centró en los roles unificadores y culturalmente homogeneizadores de los sistemas educativos, los mercados laborales nacionales y la mejora de la comunicación y la movilidad en el contexto de la urbanización. Argumentó que el nacionalismo era altamente compatible con la industrialización y tenía el propósito de reemplazar el vacío ideológico dejado por la desaparición de la cultura anterior de la sociedad agraria y el sistema político y económico del feudalismo, que legitimó.
Thomas Hylland Eriksen los enumera como "algunas de las características centrales del nacionalismo" en la teoría de Gellner:
- Sistema educativo formal y compartido
- Homogeneización cultural y "entropía social"
- Monitoreo central de la política, con un amplio control burocrático
- Estandarización Lingüística
- Identificación nacional como comunidad abstracta
- Similitud cultural como base para la legitimidad política
- Anonimato, relaciones sociales de una sola cadena

Gellner también proporcionó una tipología de "situaciones que inducen al nacionalismo".
Gellner criticó otras explicaciones teóricas del nacionalismo, incluida la "teoría de la naturalidad", que afirma que es "natural, evidente y autogenerado" y una cualidad básica del ser humano, y una cualidad neutral o positiva; su versión oscura, la "teoría de los Dioses Oscuros", que ve el nacionalismo como una expresión inevitable de las pasiones atávicas e irracionales humanas básicas. El argumento idealista de Elie Kedourie de que fue un desarrollo accidental, un error intelectual por diseminar ideas inútiles, y no relacionado con la industrialización y la teoría marxista en la cual las naciones se apropiaron del papel principal de las clases sociales.

## Influencia
Gellner es considerado uno de los principales teóricos del nacionalismo. Eriksen señala que "nadie cuestiona el lugar central de Ernest Gellner en la investigación sobre el nacionalismo en las últimas décadas". O'Leary se refiere a la teoría como "la teoría explicativa modernista más conocida del nacionalismo".

## Críticas
La teoría de Gellner ha sido objeto de varias críticas:
- Es demasiado funcionalista, con referencia al eventual resultado histórico de que la sociedad industrial no podía 'funcionar' sin el nacionalismo.[6]
- Se interpreta erróneamente la relación entre el nacionalismo y la industrialización.[7]
- Representa mal los movimientos nacionales de la Antigua Roma y Grecia, ya que insiste en que el nacionalismo está ligado a la modernidad y por lo tanto no puede existir sin una claramente definida moderna industrialización.[8]
- No cuenta con el nacionalismo en sociedades no industriales y el resurgimiento del nacionalismo en la sociedad posindustrial.
- No cuenta con el nacionalismo en el siglo XVI en Europa.[9]
- No puede explicar las pasiones generadas por el nacionalismo y por qué una persona debe luchar y morir por un país.[10]
- No toma en cuenta el papel de la guerra y el ejército en el fomento tanto de la homogeneización cultural y el nacionalismo o la relación entre el militarismo y la educación obligatoria.[11]
- Ha sido comparada con el determinismo tecnológico, ya que no tiene en cuenta las opiniones de los individuos.